# Pollontes
Pollontes, en ocasiones erróneamente denominado Pollonites, es un género de foraminífero bentónico considerado inválido, aunque también considerado un sinónimo posterior de Adelosina de la familia Spiroloculinidae, de la superfamilia Milioloidea, del suborden Miliolina y del orden Miliolida. Su especie tipo era Pollontes vesicularis. Su rango cronoestratigráfico abarcaba el Holoceno.

## Clasificación
Pollontes incluía a la siguiente especie:
- Pollontes vesicularis